# Donald Bellisario
Donald Paul Bellisario (Condado de Washington, 8 de agosto de 1935) é um produtor de televisão e roteirista estadunidense. Atualmente, juntamente com o roteirista Don McGill, responde pela produção da série de TV NCIS.